# Physa columbiana
Physa columbiana är en snäckart som först beskrevs av Hemphill 1890.  Physa columbiana ingår i släktet Physa och familjen blåssnäckor. Inga underarter finns listade i Catalogue of Life.